# Municipio de Vaiņode
El municipio de Vaiņodes (en Letón: Vaiņodes novads) es uno de los ciento diez municipios de Letonia, que abarca una pequeña porción del territorio de dicho país báltico. Fue creado durante el año 2009 después de una reorganización territorial. La capital es el pueblo de Vaiņode, donde viven dos terceras partes de la población del municipio.
El 1 de julio de 2021, el municipio de Vaiņode dejó de existir y su territorio se fusionó con el municipio de Kurzeme Meridional.

## Subdivisiones
- Embūtes pagasts (zona rural)
- Vaiņodes pagasts (zona rural)

## Población y territorio
Su población se encuentra compuesta por un total de 2.976 personas (2009). La superficie de este municipio abarca una extensión de territorio de unos 307,3 kilómetros cuadrados. La densidad poblacional es de 9,68 habitantes por cada kilómetro cuadrado.